# Asunción Nochixtlán
Asunción Nochixtlán ist eine Stadt mit ca. 15.000 Einwohnern und der Verwaltungssitz der gleichnamigen Gemeinde (municipio) mit insgesamt etwa 20.000 Einwohnern im Nordwesten des Bundesstaates Oaxaca im Süden Mexikos.

## Lage und Klima
Der Ort Asunción Nochixtlán liegt unmittelbar an der Verbindungsstraße zwischen Mexiko-Stadt und Oaxaca de Juárez gut 88 km (Fahrtstrecke) nordwestlich der Stadt Oaxaca in einer Höhe von ca. 2080 m. Das Klima ist trocken und warm; der insgesamt eher spärliche Regen (ca. 530 mm/Jahr) fällt hauptsächlich während des Sommerhalbjahrs.

## Bevölkerungsentwicklung
| Jahr      | 1900  | 1950  | 2000  | 2020   |
| Einwohner | 2.885 | 2.573 | 9.496 | 15.851 |

Die größtenteils aus dem Umland zugewanderten Bewohner der Stadt sprechen in der Regel mixtekische oder Nahuatl-Dialekte.

## Wirtschaft
Bereits in vorspanischer Zeit war Nochixtlán ein wichtiges Wirtschafts- und Handelszentrum der Mixteken-Indianer; wichtigstes Handelsgut war der in der Region gewonnenen Cochenille-Farbstoff. Die Menschen der Region leben noch heute weitgehend als Selbstversorger von den Erträgen ihrer Felder (Mais, Weizen) und Gärten (Kartoffeln, Bohnen, Tomaten, Chili etc.) Viehzucht wurde nur in geringem Umfang betrieben (Hühner, Truthühner); mittlerweile spielt sie eine wichtige Rolle in den umliegenden Dörfern. In der Stadt selbst haben sich Kleinhändler, Handwerker und Dienstleister aller Art niedergelassen.

## Geschichte
Die hier lebenden Indianer leisteten sowohl Widerstand gegen die aztekische als auch gegen die spanische Okkupation, doch wurde der Ort wegen mehrerer Epidemien in den frühen 1520er Jahren verlassen. Eine Neugründung erfolgte im Jahr 1527 durch Francisco de Orozco und etwa 50 überlebende Mixteken-Indianer.
Am 19. Juni 2016 kam es wegen Straßenblockaden im Rahmen von Protesten gegen eine Reform des Erziehungswesens zu einer Konfrontation zwischen Protestierenden der Erziehungsgewerkschaft CNTE und Einheiten der Bundespolizei (Policia Federal), bei der mindestens sechs Zivilisten getötet und über 100 verletzt wurden.

## Sehenswürdigkeiten
Die doppeltürmige Pfarrkirche Santa María de la Asunción ist der Himmelfahrt Mariens geweiht. Es ist ein klassizistisch-strenger Bau des 18. Jahrhunderts mit einer auf einem durchfensterten Tambour ruhenden Vierungskuppel. Unter den zahlreichen Figuren des 17. und 18. Jahrhunderts befindet sich auch eine Mater dolorosa.